# Mesitornithidae
Ordre
Famille
Les Mesitornithidae (mésitornithidés en français) sont une famille d'oiseaux endémiques de Madagascar. Elle est constituée de deux genres et trois espèces de mésites, oiseaux terrestres de taille moyenne (de 30 à 32 cm), à longue queue, ailes courtes et fortes pattes. C'est la seule famille de l'ordre des Mesitornithiformes.

## Habitats
Ses différentes espèces fréquentent les forêts, les zones boisées et les fourrés.

## Liste des genres
Selon la classification du Congrès ornithologique international (version 5.1, 2015) :
- genre Mesitornis
- genre Monias

## Liste des espèces
D'après la classification de référence (version 5.1, 2015) du Congrès ornithologique international (ordre phylogénique) :
- Mesitornis variegatus – Mésite variée
- Mesitornis unicolor – Mésite unicolore
- Monias benschi – Mésite monias